# Talit gadol

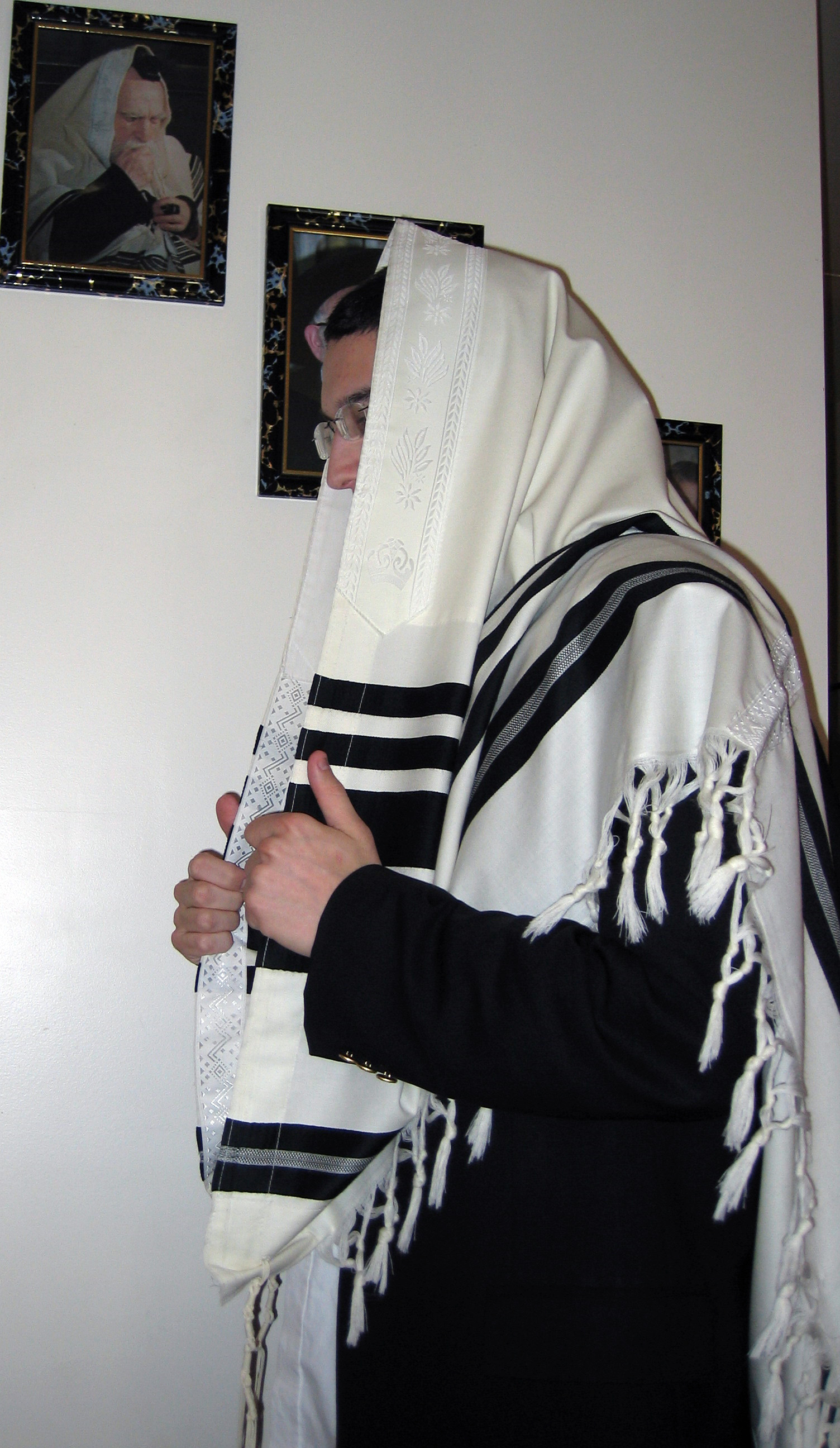
Talit gadol asquenazita

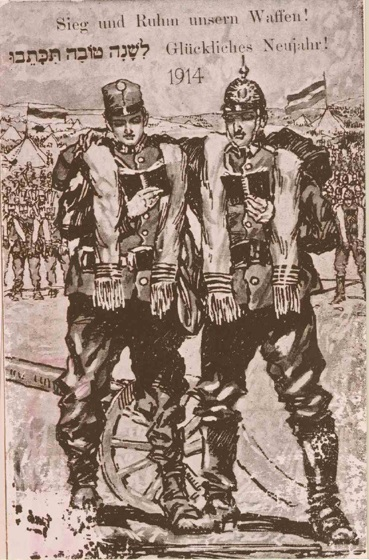
Soldados judíos alemanes orando en Rosh Hashaná, 1914.

El talit (en hebreo טלית; en hebreo sefardí, talet) es un accesorio religioso judío en forma de chal utilizado en los servicios religiosos del judaísmo.
El talit gadol (gran talit) es utilizado por los hombres en el momento de la oración en la sinagoga, y en el momento de la oración de Shajarit (la primera oración de la mañana). 
Entre los judíos asquenazitas, la costumbre de cubrirse con el talit gadol está reservada a los hombres casados. De acuerdo con esta costumbre, pueden cubrirse con talit gadol solo en ocasiones especiales, (cómo cuando están llamados a leer la Torá en la sinagoga). 
Los judíos orientales (también denominados mizrahim), tienen la costumbre de cubrirse con el talit gadol desde la edad de trece años, cuando el niño ha celebrado su bar mitzvá o incluso antes de la ceremonia. Las comunidades conservadoras y reformistas permiten que las mujeres hagan uso del talit gadol, a pesar de que las mujeres ortodoxas judías no pueden llevarlo. 
La bandera del estado de Israel se basa en los colores de un talit gadol asquenazita, pues la bandera está formada por una Estrella de David azul y por dos franjas azules sobre un fondo blanco. El talit gadol asquenazita se diferencia del sefardita tan solo en los colores, el talit gadol sefardita es totalmente blanco, mientras que el asquenazita es de color blanco con rayas azules o negras.